# BMW 106
Il BMW 106 era un motore aeronautico sperimentale a 12 cilindri a V di 60° raffreddato a liquido realizzato dalla tedesca BMW Flugmotorenbau GmbH nel 1933.

## Storia

### Sviluppo
Il BMW 106 era un ulteriore sviluppo del precedente BMW VI al quale era stata applicato un nuovo sistema di alimentazione ad iniezione diretta, primo esempio nella produzione motoristica dell'azienda. La sperimentazione si svolgeva nell'ambito della ricerca sul contenimento dei consumi, che si concretizzavano nell'aumento del raggio d'azione a parità di peso, con un parallelo incremento delle prestazioni in termini di potenza.
Il 106 era il primo motore BMW al quale era stato assegnato il nuovo tipo di denominazione assegnata dal Reichsluftfahrtministerium, il Ministero dell'aria del Reich, il quale aveva inizialmente assegnato ai progetti della casa bavarese il blocco "100-199".